# Helmuth von Moltke den yngre

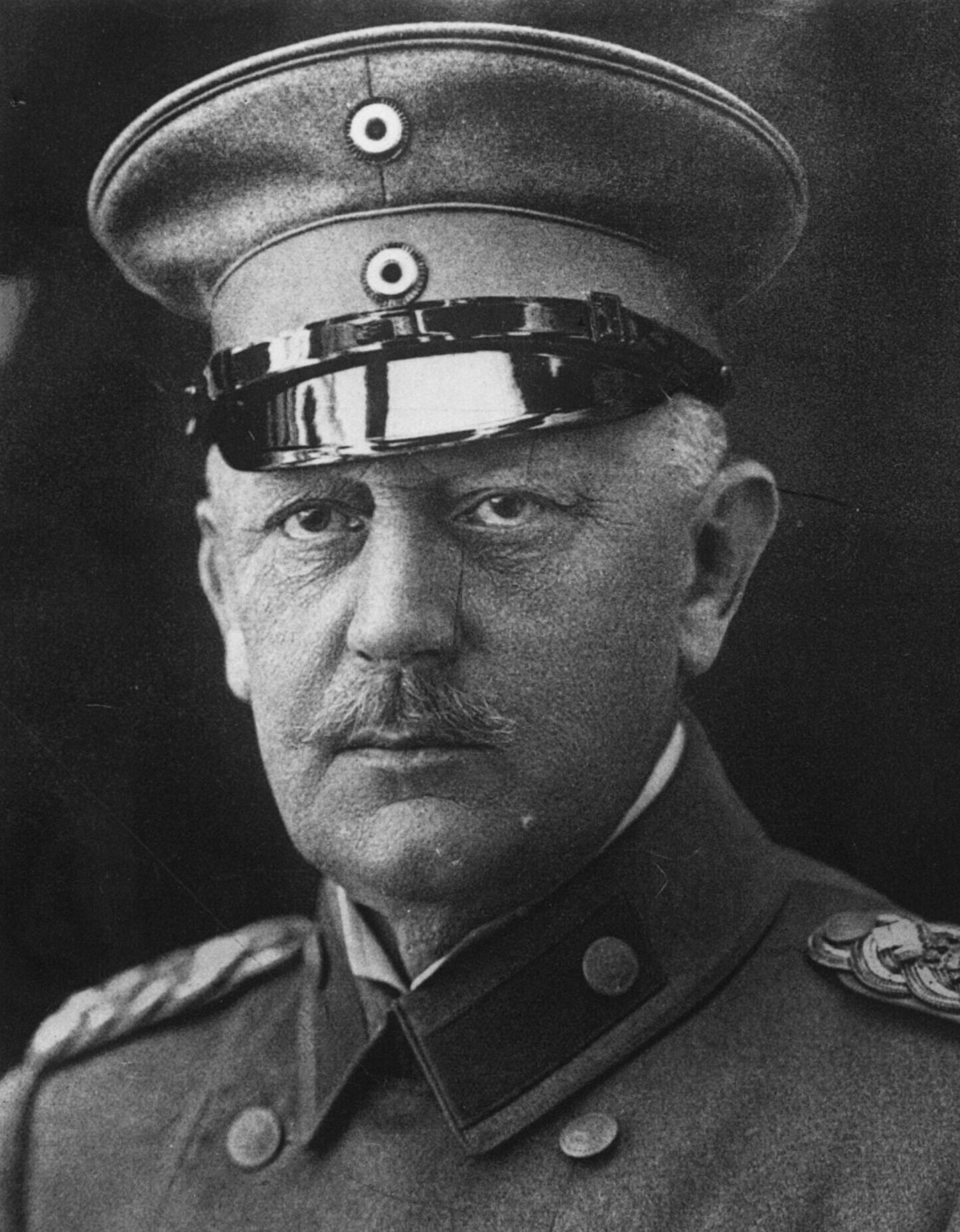
Helmuth von Moltke den yngre, 1914.

Helmuth Johannes Ludwig von Moltke, Helmuth von Moltke den yngre, född 23 maj 1848 i Gersdorf, död 18 juni 1916 i Berlin, var en tysk militär. Brorson till Helmuth von Moltke den äldre och bror till Friedrich von Moltke.

## Biografi
Moltke blev officer vid infanteriet 1870, och deltog med utmärkelse i fransk-tyska kriget 1870–1871. Han blev generalstabsofficer 1881, överste 1895, regementschef 1896, generalmajor 1899, generallöjtnant och infanterifördelningsschef 1902, generalstabschef 1906, generalöverste 1914.
Moltke var 1882–1891 sin farbroders adjutant, blev 1891 kejsarens flygeladjutant, 1902 generaladjutant och chef för 1:a gardesdivisionen. 1906 blev han general i infanteriet och ersatte Alfred von Schlieffen som generalstabschef och ledde generalstaben då första världskriget bröt ut 1914.
I David Fromkins bok Europas sista sommar ges Moltke skulden som huvudansvarig för att första världskriget bröt ut. Moltke var orolig att framförallt Ryssland blev allt starkare och ju fortare det blev krig desto bättre för Tyskland. När Österrike-Ungern ville anfalla Serbien efter skotten i Sarajevo såg de tyska militära ledarna detta som ett perfekt läge att få ett storkrig där även dubbelmonarkin var indraget, vilket tyskarna ansåg nödvändigt.
Vid utbrottet av första världskriget följde han sin föregångares plan med vissa ändringar. Det är fortfarande kontroversiellt huruvida ändringarna förstörde planen eller inte. När den misslyckats i och med den tyska förlusten i slaget vid Marne och dessutom Moltkes hälsa försämrats blev han avsatt 14 september 1914 av Vilhelm II och ersatt med Erich von Falkenhayn.
Moltke utsågs i stället i december 1914 till chef för ställföreträdande generalstaben i Berlin. Han avled 18 juni 1916 av hjärtinfarkt under en sorgehögtidlighet i tyska riksdagen till minne av fältmarskalken Colmar von der Goltz. Moltkes änka utgav 1922 hans Erinnerungen, Briefe, Dokumente 1877–1916.